# Catena di decadimento
In fisica nucleare il termine catena di decadimento indica una serie di decadimenti radioattivi di diversi prodotti di decadimento legati tra loro in una serie di 
trasformazioni. La maggior parte degli elementi radioattivi non decade direttamente in un nucleo stabile, ma passa piuttosto attraverso una serie di decadimenti successivi fino a raggiungere un nuclide derivato stabile.

## Descrizione
Ogni stadio della catena è individuato dalle sue relazioni con gli stadi precedenti e seguenti . A volte si parla di isotopo genitore per indicare quello che va incontro ad un decadimento radioattivo per formare quello che si dice isotopo figlio. L'isotopo figlio può essere stabile o decadere a sua volta.
Il tempo impiegato da un singolo isotopo genitore per decadere in un nucleo del suo isotopo figlio può variare di molto, non solo per diverse coppie genitore-figlio, ma anche per coppie genitore-figlio identiche. Mentre il decadimento di un singolo atomo accade casualmente, il decadimento di una popolazione iniziale in funzione del tempo, t, segue una distribuzione esponenziale, e-λt, dove il parametro λ è chiamato costante di decadimento. A causa di questa natura esponenziale, una proprietà caratteristica di ogni isotopo è il suo tempo di dimezzamento, ossia il tempo in cui metà degli originari radioisotopi genitori decadono. 
I tempi di dimezzamento sono stati determinati in laboratorio per migliaia di radioisotopi (o radionuclidi). Questi variano da minime frazioni di secondo (decadimenti pressoché istantanei) fino a 1019 anni o più.
Spesso gli stadi intermedi emettono più radioattività che il radioisotopo originario: una volta raggiunto l'equilibrio,  un isotopo della catena è presente in una quantità proporzionale alla sua emivita; ma poiché la sua attività è inversamente proporzionale alla sua emivita, ogni nuclide della catena risulta in definitiva contribuire all'attività quanto il capostipite della catena. Ad esempio, l'uranio naturale non è particolarmente radioattivo, ma campioni di pechblenda, un minerale che contiene uranio, risultano essere 13 volte più radioattivi, a causa del radio e degli altri isotopi figli che contengono. Gli isotopi del radio non solo sono significative sorgenti di radiazioni, ma generano anche il gas radon come stadio successivo della catena di decadimento. Dunque il gas radon è una sorgente naturale di radioattività, causa di tumore al polmone anche nei non fumatori.

### Tipi

Diagramma che illustra le catene di decadimento radioattivo degli elementi transuranici naturali. Le quattro catene di decadimento sono quelle del torio (in blu); del radio (in rosso); dell'attinio (in verde) e del nettunio (in viola).

I quattro modi di decadimento radioattivo più comuni sono: il decadimento alfa, il   decadimento β- e il β+ (considerato sia come emissione di positroni che come cattura elettronica) e la transizione isomerica. Di questi processi di decadimento, solo il decadimento alfa produce un cambiamento del numero di massa del nucleo, diminuendolo di quattro unità (corrispondenti al nucleo di elio che costituisce la particella alfa). Per questo motivo ogni prodotto di decadimento derivante da un determinato nucleo avrà un numero di massa con lo stesso mod 4, dividendo in questo modo tutti i nuclidi in quattro classi. Tutti i membri di ogni possibile catena di decadimento devono pertanto appartenere ad una di queste quattro classi.
In natura si osservano tre principali catene di decadimento (o famiglie), chiamate comunemente serie del torio, serie del radio (e non serie dell'uranio) e serie dell'attinio, che rappresentano tre di queste quattro classi e terminano in tre diversi isotopi stabili del piombo. Il numero di massa di ciascun isotopo in queste catene può essere rappresentato rispettivamente come A=4n,  A=4n+2 e A=4n+3. Gli isotopi al lunga vita media 232Th, 238U e 235U, punti di partenza da cui si generano queste serie, esistono sin dalla formazione della Terra e il capostipite della famiglia del torio è tra tutti i radioisotopi naturali quello più abbondante; anche il precursore 244Pu è stato trovato in minime dosi sulla terra. La quarta catena, la serie del nettunio con A=4n+1, a causa della emivita piuttosto breve del suo isotopo di partenza 237Np, risulta già estinta se si eccettua il suo passaggio finale. L'isotopo terminale di questa catena è il 205Tl. Alcune fonti più vecchie individuano la fine della catena nel 209Bi ma si è scoperto recentemente che il 209Bi è in realtà esso stesso radioattivo, con un'emivita di 1.9×1019 anni.
In tutte e tre le catene è sempre presente un radionuclide che si trova allo stato gassoso: il 220Rn, chiamato anche Thoron, il 222Rn e il 219Rn, chiamato anche Attinon.
Esistono anche numerose catene più corte, ad esempio quella del carbonio-14. Sulla terra la maggior parte degli isotopi di partenza di queste catene più corte sono generati dalla radiazione cosmica.

## Catena di decadimento alfa degli attinoidi
Nelle tabelle qui sotto sono omessi i rapporti di ramificazione di decadimento minori inferiori allo 0.0001%). Il rilascio di energia include l'energia cinetica totale di tutte le particelle emesse (elettroni, particelle alfa, fotoni gamma, neutrini, elettroni Auger e raggi X), nonché il rinculo  del nucleo genitore, assumendo che in origine fosse a riposo.
Nelle tabelle qui sotto vengono forniti anche i nomi storici dei nuclidi che si possono trovare in natura. Questi nomi furono usati al tempo in cui le catene di decadimento sono state scoperte e studiate. Da questi nomi è possibile risalire alla particolare catena alla quale il nuclide appartiene. 

### Serie del torio
La catena 4n del Th-232 è comunemente chiamata “serie del torio”.
| nuclide | nome storico (abbrev.) | nome storico (completo) | tipo di decadimento | emivita      | energia rilasciata, MeV | prodotto di decadimento |
| ------- | ---------------------- | ----------------------- | ------------------- | ------------ | ----------------------- | ----------------------- |
| 252Cf   |                        |                         | α                   | 2.645 a      | 6.1181                  | 248Cm                   |
| 248Cm   |                        |                         | α                   | 3.4•105 a    | 6.260                   | 244Pu                   |
| 244Pu   |                        |                         | α                   | 8•107 a      | 4.589                   | 240U                    |
| 240U    |                        |                         | β-                  | 14.1 h       | .39                     | 240Np                   |
| 240Np   |                        |                         | β-                  | 1.032 h      | 2.2                     | 240Pu                   |
| 244Cm   |                        |                         | α                   | 18 a         | 5.8048                  | 240Pu                   |
| 240Pu   |                        |                         | α                   | 6561 a       | 5.1683                  | 236U                    |
| 236U    |                        |                         | α                   | 2.3•107 a    | 4.494                   | 232Th                   |
| 232Th   | Th                     | Thorium                 | α                   | 1.405•1010 a | 4.081                   | 228Ra                   |
| 228Ra   | MsTh1                  | Mesothorium 1           | β-                  | 5.75 a       | 0.046                   | 228Ac                   |
| 228Ac   | MsTh2                  | Mesothorium 2           | β-                  | 6.25 h       | 2.124                   | 228Th                   |
| 228Th   | RdTh                   | Radiothorium            | α                   | 1.9116 a     | 5.520                   | 224Ra                   |
| 224Ra   | ThX                    | Thorium X               | α                   | 3.6319 d     | 5.789                   | 220Rn                   |
| 220Rn   | Tn                     | Thoron                  | α                   | 55.6 s       | 6.404                   | 216Po                   |
| 216Po   | ThA                    | Thorium A               | α                   | 0.145 s      | 6.906                   | 212Pb                   |
| 212Pb   | ThB                    | Thorium B               | β-                  | 10.64 h      | 0.570                   | 212Bi                   |
| 212Bi   | ThC                    | Thorium C               | β- 64.06% α 35.94%  | 60.55 min    | 2.252 6.208             | 212Po 208Tl             |
| 212Po   | ThC'                   | Thorium C'              | α                   | 299 ns       | 8.955                   | 208Pb                   |
| 208Tl   | ThC"                   | Thorium C"              | β-                  | 3.053 min    | 4.999                   | 208Pb                   |
| 208Pb   |                        | .                       | stabile             | .            | .                       |                         |

### Serie del radio (o serie dell'uranio)
La catena 4n+2 dell'U-238 è comunemente chiamata "serie del radio" (talvolta "serie dell'uranio").
| nuclide | nome storico (abbrev.) | nome storico (completo) | tipo di decadimento     | emivita     | energia rilasciata, MeV | prodotto di decadimento |
| ------- | ---------------------- | ----------------------- | ----------------------- | ----------- | ----------------------- | ----------------------- |
| 238U    | U                      | Uranium                 | α                       | 4.468·109 a | 4.270                   | 234Th                   |
| 234Th   | UX1                    | Uranium X1              | β-                      | 24.10 d     | 0.273                   | 234Pa                   |
| 234Pa   | UZ                     | Uranium Z               | β-                      | 6.70 h      | 2.197                   | 234U                    |
| 234U    | UII                    | Uranium two             | α                       | 245500 a    | 4.859                   | 230Th                   |
| 230Th   | Io                     | Ionium                  | α                       | 75380 a     | 4.770                   | 226Ra                   |
| 226Ra   | Ra                     | Radium                  | α                       | 1602 a      | 4.871                   | 222Rn                   |
| 222Rn   | Rn                     | Radon                   | α                       | 3.8235 d    | 5.590                   | 218Po                   |
| 218Po   | RaA                    | Radium A                | α 99.98 % β- 0.02 %     | 3.10 min    | 6.115 0.265             | 214Pb 218At             |
| 218At   |                        |                         | α 99.90 % β- 0.10 %     | 1.5 s       | 6.874 2.883             | 214Bi 218Rn             |
| 218Rn   |                        |                         | α                       | 35 ms       | 7.263                   | 214Po                   |
| 214Pb   | RaB                    | Radium B                | β-                      | 26.8 min    | 1.024                   | 214Bi                   |
| 214Bi   | RaC                    | Radium C                | β- 99.98 % α 0.02 %     | 19.9 min    | 3.272 5.617             | 214Po 210Tl             |
| 214Po   | RaC'                   | Radium C'               | α                       | 0.1643 ms   | 7.883                   | 210Pb                   |
| 210Tl   | RaC"                   | Radium C"               | β-                      | 1.30 min    | 5.484                   | 210Pb                   |
| 210Pb   | RaD                    | Radium D                | β-                      | 22.3 a      | 0.064                   | 210Bi                   |
| 210Bi   | RaE                    | Radium E                | β- 99.99987% α 0.00013% | 5.013 d     | 1.426 5.982             | 210Po 206Tl             |
| 210Po   | RaF                    | Radium F                | α                       | 138.376 d   | 5.407                   | 206Pb                   |
| 206Tl   |                        |                         | β-                      | 4.199 min   | 1.533                   | 206Pb                   |
| 206Pb   |                        |                         | -                       | stabile     | -                       | -                       |

### Serie dell'attinio
La catena 4n+3 del U-235 è comunemente chiamata “serie dell'attinio”. 
| nuclide | nome storico (abbrev.) | nome storico (completo) | tipo di decadimento     | emivita    | energia rilasciata, MeV | prodotto di decadimento |
| ------- | ---------------------- | ----------------------- | ----------------------- | ---------- | ----------------------- | ----------------------- |
| 239Pu   |                        |                         | α                       | 2.41·104 a | 5.244                   | 235U                    |
| 235U    | AcU                    | Actin Uranium           | α                       | 7.04·108 a | 4.678                   | 231Th                   |
| 231Th   | UY                     | Uranium Y               | β-                      | 25.52 h    | 0.391                   | 231Pa                   |
| 231Pa   |                        | Protoactinium           | α                       | 32760 a    | 5.150                   | 227Ac                   |
| 227Ac   | Ac                     | Actinium                | β- 98.62% α 1.38%       | 21.772 a   | 0.045 5.042             | 227Th 223Fr             |
| 227Th   | RdAc                   | Radioactinium           | α                       | 18.68 d    | 6.147                   | 223Ra                   |
| 223Fr   | AcK                    | Actinium K              | β-                      | 22.00 min  | 1.149                   | 223Ra                   |
| 223Ra   | AcX                    | Actinium X              | α                       | 11.43 d    | 5.979                   | 219Rn                   |
| 219Rn   | An                     | Actinon                 | α                       | 3.96 s     | 6.946                   | 215Po                   |
| 215Po   | AcA                    | Actinium A              | α 99.99977% β- 0.00023% | 1.781 ms   | 7.527 0.715             | 211Pb 215At             |
| 215At   |                        |                         | α                       | 0.1 ms     | 8.178                   | 211Bi                   |
| 211Pb   | AcB                    | Actinium B              | β-                      | 36.1 min   | 1.367                   | 211Bi                   |
| 211Bi   | AcC                    | Actinium C              | α 99.724% β- 0.276%     | 2.14 min   | 6.751 0.575             | 207Tl 211Po             |
| 211Po   | AcC'                   | Actinium C'             | α                       | 516 ms     | 7.595                   | 207Pb                   |
| 207Tl   | AcC"                   | Actinium C"             | β-                      | 4.77 min   | 1.418                   | 207Pb                   |
| 207Pb   |                        |                         | .                       | stabile    | .                       | .                       |

### Serie del nettunio
La catena 4n+1:
| nuclide | tipo di decadimento | emivita     | energia rilasciata, MeV | prodotto di decadimento |
| ------- | ------------------- | ----------- | ----------------------- | ----------------------- |
| 249Cf   | α                   | 351 a       | 5.813+.388              | 245Cm                   |
| 245Cm   | α                   | 8500 a      | 5.362+.175              | 241Pu                   |
| 241Pu   | β-                  | 14.4 a      | 0.021                   | 241Am                   |
| 241Am   | α                   | 432.7 a     | 5.638                   | 237Np                   |
| 237Np   | α                   | 2.14·106 a  | 4.959                   | 233Pa                   |
| 233Pa   | β-                  | 27.0 d      | 0.571                   | 233U                    |
| 233U    | α                   | 1.592·105 a | 4.909                   | 229Th                   |
| 229Th   | α                   | 7.54·104 a  | 5.168                   | 225Ra                   |
| 225Ra   | β-                  | 14.9 d      | 0.36                    | 225Ac                   |
| 225Ac   | α                   | 10.0 d      | 5.935                   | 221Fr                   |
| 221Fr   | α                   | 4.8 min     | 6.3                     | 217At                   |
| 217At   | α                   | 32 ms       | 7.0                     | 213Bi                   |
| 213Bi   | α                   | 46.5 min    | 5.87                    | 209Tl                   |
| 209Tl   | β-                  | 2.2 min     | 3.99                    | 209Pb                   |
| 209Pb   | β-                  | 3.25 h      | 0.644                   | 209Bi                   |
| 209Bi   |                     | stabile     |                         |                         |

## Catene di decadimento beta
Poiché i nuclei più pesanti hanno un rapporto tra numero di neutroni e numero di protoni maggiore, i prodotti della loro fissione risultano avere quasi sempre un rapporto neutroni/protoni più grande di quanto previsto dalla curva di stabilità per il loro range di massa; per questo motivo questi vanno incontro ad una serie di decadimenti beta in sequenza, in ciascuno dei quali un neutrone viene convertito in un protone. Il primo decadimento ha in genere una maggiore energia di decadimento e una minore emivita; gli ultimi decadimenti tendono ad avere una bassa energia di decadimento e/o una lunga emivita.
Per esempio, l'uranio-235 ha 92 protoni e 143 neutroni. La fissione richiede uno o più neutroni e ne produce due o tre o più; assumiamo che siano disponibili per i due nuclei prodotti dalla fissione 92 protoni e 142 neutroni. Supponendo che questi abbiano massa 99 con 39 protoni e 60 neutroni (ittrio-99), e massa 135 con 53 protoni e 82 neutroni (iodio-135) si avranno le catene di decadimento:
| Nuclide | Emivita        |
| ------- | -------------- |
| 99Y     | 1.470(7) s     |
| 99Zr    | 2.1(1) s       |
| 99Nb    | 15.0(2) s      |
| 99Mo    | 2.7489(6) d    |
| 99Tc    | 2.111(12)E+5 a |
| 99Ru    | Stabile        |

| Nuclide | Emivita     |
| ------- | ----------- |
| 135I    | 6.57(2) h   |
| 135Xe   | 9.14(2) h   |
| 135Cs   | 2.3(3)E+6 a |
| 135Ba   | Stabile     |